# Kovács Kálmán (fizikus)
Kovács Kálmán, ifjabb (Szatmárnémeti, 1937. szeptember 14. – Bélavára, 1989. február 20.) fizikus, fizikai szakíró. Idősebb Kovács Kálmán matematikus fia.

## Életútja
Középiskolát Szatmáron végzett (1954), a Babeș-Bolyai Egyetemen szerzett fizika szakos tanári oklevelet (1959). Pedagógiai pályáját Magyarderzsén kezdte, 1960-tól a Babeș-Bolyai Egyetemen fizika szakos oktató.
Első írását az Acta Musei Napocensis közölte (1964). Tudományos közlései optikai kérdéseket tárgyaltak.

## Munkái
- Az optika és spektroszkópia elemei (egyetemi jegyzet, Kolozsvár, 1980; ua. románul is Kolozsvár, 1988)
- A holográfia (Antenna, Kolozsvár, 1982)
- A fény elméletben és gyakorlatban (Kolozsvár, 1985)